# صندوق تنمية الموارد البشرية
يعمل صندوق تنمية الموارد البشرية على تركيز الجهود لرفع مهارات الكوادر البشرية الوطنية وتزويدها بالمعرفة والتأهيل وموائمتها مع احتياجات سوق العمل والوظائف، مع تبني نهج يضع النتائج المتحققة للمستفيد كمحور في تصميم وتقديم الأعمال والخدمات، والسعي للارتقاء بمنظومة الموارد البشرية في المملكة العربية السعودية من خلال توظيف الرؤى ورسم التوجهات المستقبلية لسوق العمل، وتقديم الخدمات للمستفيدين ضمن حزمة برامج مركزة تراعي احتياجات المستفيد وتلبي متطلباته.

## التأسيس
أنشئ بموجب قرار مجلس الوزراء السعودي رقم (107) بتاريخ 29/4/1421هـ والمرسوم الملكي رقم (م/18) بتاريخ 5/5/1421هـ بشخصيته الاعتبارية المستقلة إدارياً ومالياً، بــهدف دعم جهود تأهيــل القوى العاملة الوطنية وتوظيفها في القطاع الخاص والقطاع غير الربحي.
كما يرتبط صندوق تنمية الموارد البشرية تنظيماً بصندوق التنمية الوطني الذي أنشئ بالأمر الملكي رقم (أ / 13) بتاريخ 13 محرم 1439هـ الموافق 4 أكتوبر 2017، والذي يتمتع بالشخصية الاعتبارية والاستقلال المالي والإداري، ويرتبط تنظيميًّا برئيس مجلس الوزراء. حيث يهدف صندوق التنمية الوطني إلى رفع مستوى أداء الصناديق والبنوك التنموية المرتبطة به لتكون محققة للغايات المنشودة من إنشائها ومواكبة لما يخدم أولويات التنمية والاحتياجات الاقتصادية في ضوء أهداف ومرتكزات رؤية المملكة 2030.

## رؤية الصندوق ورسالته
تتمثل رؤية الصندوق في قوى عاملة وطنية منتجة ومستقرة، ورسالته تتمثل بتركيز الجهود لرفع مهارات الكوادر البشرية الوطنية وتزويدها بالمعرفة والتأهيل وموائمتها مع احتياجات سوق العمل والوظائف، مع تبني نهج يضع النتائج المتحققة للمستفيد كمحور في تصميم وتقديم الأعمال.

## أهداف الصندوق
يهدف الصندوق إلى دعم جهود تأهيل القوى العاملة الوطنية وتوظيفها في القطاع الخاص وله في سبيل تحقيق أهدافه القيام بما يلي:
- تقديم الإعانات من أجل تأهيل القوى العاملة الوطنية وتدريبها وتوظيفها في القطاع الخاص.
- المشاركة في تكاليف تأهيل القوى العاملة الوطنية وتدريبها على وظائف القطاع الخاص ويحدد مجلس إدارة الصندوق نسبة هذه المشاركة وتدفع النسبة المتبقية من قِبل صاحب العمل المستفيد من تأهيل المتدرب.
- تحمل نسبة 30 % من الأجر الشهري للموظف في القطاع الخاص بعد تأهيله وتدريبه، وكذلك من يتم توظيفه في هذه المنشآت بالتنسيق مع الصندوق ويدفع صاحب العمل النسبة المتبقية من الراتب، ويكون تحمل الصندوق لهذه النسبة لفترة لا تزيد عن سنتين ويقوم مجلس الإدارة بوضع الشروط اللازمة لصرفها.
- دعم تمويل برامج ميدانية ومشاريع وخطط ودراسات تهدف لتوظيف السعوديين[5] وإحلالهم محل العمالة الوافدة.
- تقديم قروض لمنشآت تأهيل وتدريب القوى العاملة الوطنية الخاصة التي تؤسس في المملكة والمنشآت القائمة بغرض توسعة نشاطها أو لإدخال الأساليب الحديثة عليها.
- القيام بالبحوث والدراسات المتعلقة بأنشطته في مجال تأهيل وتدريب وتوظيف القوى العاملة الوطنية وكذلك تقديم المشورة الفنية والإدارية لمنشآت تأهيل القوى العاملة الوطنية وتدريبها.[6]

## برامج الصندوق
لتحقيق الغايات الاستراتيجية لصندوق تنمية الموارد البشرية ، فقد أُعيد تصميم البرامج لتصبح (8) برامج رئيسة تحتوي على منتجات مصممة لتلبية احتياجات المستفيدين من أفراد ومنشآت، للوصول الى تجربة مُستفيد شاملة ، حيث تتضمن البرامج:

### برنامج التمكين
- منتج دعم نقل المرأة «وصول»: يهدف إلى تيسير وتسهيل نقل المرأة السعودية والذكور ذوي الإحتياجات الخاصة العاملين في القطاع الخاص من وإلى مقر العمل، بدعم مالي شهري بواقع 80٪ من التكلفة وبحد أقصى 800 ريال شهريا، ويشترط للأهلية أن لا تتجاوز فترة التسجيل في التأمينات الاجتماعية 36 شهرا، ولا يزيد الراتب الشهري عن 8 آلاف ريال. سجل البرنامج خلال عام 2018 مليون رحلة عمل لموظفات سعوديات.[8][9]
- منتج دعم ضيافة الأطفال (قُرة): هو برنامج يدعم ضيافة أطفال المرأة السعودية العاملة في القطاع الخاص، حيث يتحمل الصندوق جزء من التكلفة، لمدة 4 سنوات.
  - السنة الأولى: 800 ريال سعودي
  - السنة الثانية: 600 ريال سعودي
  - السنة الثالثة: 500 ريال سعودي
  - السنة الرابعة: 400 ريال سعودي[10]

### برنامج التدريب على رأس العمل
- منتج تطوير الخريجين (تمهير سابقا) هو برنامج تدريب على رأس العمل للخريجين والخريجات السعوديين من الجامعات المحلية والخارجية الذين لم يعملوا بأي وظيفة خلال الأشهر الستة الأخيرة، في المؤسسات الحكومية والشركات المتميزة في القطاع الخاص، وإعدادهم وتهيئتهم للمشاركة في سوق العمل. تصرف للمتدرب مكافأة مالية قدرها 3000 ريال شهرياً لشهادة البكالوريس و2000 ريال لشهادة الدبلوم، وتبلغ فترة التدريب من 3 إلى 6 أشهر.[11][12][9]
- منتج التدريب التعاوني: يستهدف توفير فرص وظيفية لخريجي معاهد وكليات ومراكز التدريب التابعة للمؤسسة العامة للتدريب التقني والمهني، واعتبار مدة التدريب التعاوني التي يقضيها المتدرب في منشآت القطاع الخاص فترة التجربة التطبيقية المرتبطة بالتوظيف.

### برنامج التوجيه والإرشاد المهني
- يساعد الطلاب وحديثي التخرج و الباحثين عن العمل على اكتشاف قدراتهم واتخاذ القرارات الصحيحة بشأن اختيار الأعمال أو المهن المناسبة لميولهم ومهاراتهم، لتسهيل حصولهم على الوظائف التي تناسب تلك التوجهات، ما يجعلهم قادرين على تحقيق ذواتهم واستقرار المنشآت التي سيعملون فيها.[13]

### برنامج دعم التدريب
- منتج الشهادات المهنية الإحترافية: برنامج يقدمه صندوق تنمية الموارد البشرية لتشجيع وتحفيز القوى العاملة الوطنية ومنظمات الأعمال والباحثين عن عمل للحصول على شهادات مهنية احترافية معتمدة لتطوير مهاراتهم وخبراتهم في المجالات المتخصصة و المطلوبة في سوق العمل.[13]
- منتج معاهد الشراكات الإستراتيجية: يهدف البرنامج إلى تدريب وتوظيف الباحثين عن عمل على تخصصات نوعية ومتاحة لدى منشآت القطاع الخاص، في أحد الجهات التدريبية المرخصة من المؤسسة العامة للتدريب التقني والمهني كجهات تدريب غير ربحية، بموجب عقود عمل لدى القطاع الخاص أو بدعم مادي من الصندوق وفق آلية دعم معتمدة.
- منتج مهارات : آلية دعم تمكن من إطلاق برامج تدريبية في المهارات العامة والمهارات التخصصية المهنية بالشراكة مع الجهات التدريبية المرخصة من الجهات المعنية، وموجهة للباحثين عن عمل والموظفين في القطاع الخاص، بهدف رفع مهارات الفئات المستهدفة وزيادة فرص توظيفهم في القطاع الخاص وزيادة استقرارهم على رأس العمل، من خلال تقليل الفجوة ما بين المهارات المطلوبة في الوظيفة ومهارات الباحث عن عمل أو المُوظف.

### برنامج التدريب الإلكتروني (دروب)
- أحد مبادرات صندوق تنمية الموارد البشرية التي تسعى إلى تطوير قدرات ورفع مهارات القوى الوطنية من الذكور والإناث، وإكسابهم المهارات الوظيفية التي تدعم حصول الوظيفة المناسبة والاستقرار فيها وفق متطلبات سوق العمل السعودي. ويحتوي برنامج التدريب الإلكتروني (دروب) على العديد من البرامج التدريبية الإلكترونية والمسارات التدريبية لموضوعات متنوعة تلبي الاحتياجات الوظيفية، ويمكن الوصول لها في أي وقت ومن أي مكان، كما تتضمن برامج تدريبية مقدمة بالتعاون بين صندوق تنمية الموارد البشرية وجهات أخرى في مجالات متخصصة تسعى إلى تعزيز معارف المتدربين في تلك التخصصات واكتسابهم المزيد من الخبرات والمهارات.[14]

### برنامج دعم الدخل
- منتج دعم التوظيف: يسعى إلى تحفيز المنشآت على التوطين، من خلال تقديم الدعم لراتب الموظف [15] الذي يتم توظيفه في القطاع الخاص وفق الضوابط المحددة لمدة 3 سنوات من بداية عمله، بنسبة (%30) من الراتب للسنة الأولى، و (20%) للسنة الثانية، ثم (10%) للسنة الثالثة. يصل الحد الأدنى من الأجر المستحق للدعم (4.000) ريال، والحد الأعلى من الأجر (10.000) ريال. في حالات (توظيف النساء، وتوظيف الأشخاص ذوي الإعاقة، والتوظيف في القرى والمدن الصغيرة، والتوظيف في المنشآت الصغيرة والمتوسطة، والتوظيف في المهن الحرجة) فإن المنشأة تستحق دعما إضافيا. ويشترط البرنامج أن يكون المرشح سعودي الجنسية ولا يقل عمره عن 20 سنة ولا يزيد عن 40 سنة، وألا يعمل المرشح لدى منشأة أخرى، ولا يكون طالبا منتظما في جهة تعليمية أو تدريبية ولا صاحب عمل أو موظف مدني أو عسكري أو يتقاضى معاشا تقاعديا، أن يكون الموظف المدعوم من ضمن الفئات المستهدفة بالدعم وهم الباحثين عن العمل الذين لم يسبق لهم العمل والمنقطعين عن العمل لمدة تزيد عن 90 يوم، وأن يتم توقيع عقد عمل مع المرشح وتسجيله في نظام التأمينات الاجتماعية.[16][17][18]
- منتج دعم العمل الحر :
  - مسار النقل الموجه: مساعدة العاملين في نشاط توجيه مركبات نقل الركاب عبر التطبيقات. وهو مخصص للمتفرغين للعمل في هذا النشاط والباحثين عن عمل كما يعتبر نتاج تعاون وزارة الموارد البشرية والتنمية الاجتماعية والهيئة العامة للنقل وصندوق تنمية الموارد البشرية وشركة عمل المستقبل.
  - مسار توصيل الطلبات : للعاملين في نشاط توصيل الطلبات ضمن إطار مبادرات منظومة الموارد البشرية والتنمية الاجتماعية الهادفة الى التوسع في التوطين من خلال تبني أساليب وأنماط عمل مختلفة لإتاحة فرص عمل للسعوديين والسعوديات ولمعالجة الانكشاف المهني في بعض الأنشطة الاقتصادية، ويبرز من تلك الأنشطة الواعدة نشاط العمل الحر للعاملين في نشاط توصيل الطلبات كأحد أساليب العمل الجاذبة والداعمة لهذا التوجه.

### برنامج الموائمة الوظيفية
يهدف البرنامج إلى تسهيل عملية المواءمة الوظيفية للكفاءات الوطنية وأصحاب العمل من خلال التركيز على زيادة قابلية التوظيف والاستدامة الوظيفية، بالإضافة إلى تحقيق المصالح المشتركة بمواءمة الباحثين عن عمل ودعم الفئات الأكثر صعوبة في التوظيف وربطهم بالوظائف المناسبة للوصول الى إنتاجية عالية واستدامة وظيفية تحقق الرضا وتخفض معدلات البطالة لجميع فئات المجتمع.

### برنامج إعانة البحث عن عمل
يهدف برنامج إعانة البحث عن عمل إلى دعم الباحثين عن عمل عبر تقديم إعانة مالية متناقصة تبدأ بمبلغ 2000 ريال وتستمر لمدة (15) شهراً، ويشمل البرنامج مجموعة من خدمات التدريب والتوظيف لمساعدة المستفيدين في الحصول على عمل. يستهدف البرنامج/ الباحثين عن عمل من فئة الداخلين لسوق العمل خلال أول سنتين من انتهاء التعليم أو التدريب وفئة المنقطعين عن سوق العمل لمدة تزيد عن سنتين.

## خدمات الصندوق
يقدم الصندوق عدة مبادرات وبرامج لدعم تدريب وتوظيف وتمكين المواطنين والمواطنات ودعم المنشآت في كافة الأنشطة والقطاعات والمهن الاقتصادية.
ويخدم الصندوق 1,3 مليون مستفيد من مستفيدي حافز في البحث عن عمل وصعوبة البحث عن عمل بتوفير إعانات لهم ويخدم حوالي 400 ألف في برامجه الأخرى.

## أعضاء مجلس الإدارة[22]
| الاسم                       | المنصب            |
| --------------------------- | ----------------- |
| أحمد بن سليمان الراجحي      | رئيس مجلس الإدارة |
| سعود بن غازي العتيبي        | عضو               |
| ستيفن بول جروف              | عضو               |
| صالح بن عبدالله الحوشاني    | عضو               |
| مازن بن محمد الحارثي        | عضو               |
| أيمن بن اسحاق أفغاني        | عضو               |
| عبد العزيز بن محمد العنيزان | عضو               |
| وليد بن خالد فطاني          | عضو               |
| الجوهرة فهد الربيعة         | عضو               |
| جميل بن عبد الله الملحم     | عضو               |

## وصلات خارجية
- الموقع الرسمي